# Stralsunder Straßennamen/J
Dies ist ein Verzeichnis der Straßennamen der Hansestadt Stralsund.
Das Verzeichnis nennt den Namen der Straße und (in Klammern) den Ortsteil. Dazu wird eine Erläuterung (Jahr der Benennung, Grund) zum Straßennamen gegeben. Wegen der großen Anzahl an Straßen wurde das Verzeichnis nach den Anfangsbuchstaben der Straßennamen aufgeteilt. Unter „Allgemeines“ finden Sie die Einleitung und Erläuterungen zu den Straßennamen allgemein.
Beispiel: Den Amanda-Weber-Ring finden Sie unter A.
- Jacobichorstraße (Altstadt / Altstadt)

Die Jacobichorstraße verbindet die Heilgeiststraße und die Frankenstraße.
Ihren heutigen Namen bekam die Straße 1869. Der Abschnitt zwischen Heilgeiststraße und Papenstraße hieß seit 1402 Hinter Jacobi Chor, da die Straße hinter dem Chor der Jakobikirche verläuft. Der Abschnitt zwischen Papen- und Frankenstraße war unter dem Namen erschkarne (hochdeutsch: Arschkerbe) bekannt. Diesen zwielichtigen Namen erhielt die Gasse wegen ihrer räumlichen Enge, die offenbar Assoziationen hervorrief. 1624 wurde dieser Abschnitt in Karrenstraße umbenannt, wobei es außer dem Bedürfnis der ansässigen Bürger, nicht in einer Arschkerbe zu wohnen, keinen Grund für diese Umbenennung gab. An der Ecke zur Frankenstraße erinnert heute eine steinerne Figur, die ihren nackten Hintern präsentiert, an die einstige Bezeichnung.
- Jacobiturmstraße (Altstadt / Altstadt)

Die Jacobiturmstraße wurde, wie viele Straßen der Stralsunder Altstadt, nach Kirchen benannt, an bzw. zu denen sie verliefen. Diese Straße wurde 1624 erstmals urkundlich erwähnt und erhielt ihren Namen nach der St.-Jacobi-Kirche.
Bis 1869 trug nur der Abschnitt zwischen Böttcherstraße und Langenstraße den Namen Jacobiturmstraße.
Zwischen Badenstraße und Heilgeiststraße hieß die Straße zuerst nach der von 1277 bis 1362 in Stralsund nachweisbaren Familie von Travemünde Travemünderstraße, später Battinmacherstraße nach den hier ansässigen Pantinenmachern. Unter diesem Namen wird sie erstmals 1457 erwähnt. Zwischen 1509 und 1554 hieß der Abschnitt dann Dregerstraße nach dem Gewerk der Träger, die die Waren der Händler trugen.
Der Abschnitt zwischen Heilgeist- und Böttcherstraße hieß zunächst gruttemakerstrate (Grützmacherstraße) nach den Handwerkern, die aus Gerste oder Hafer Grütze herstellten, später dann bis 1869 Siebmacherstraße nach den Siebmachern.
Der Abschnitt zwischen Langen- und Frankenstraße hieß brede dwerstrate (Breite Querstraße) nach ihrer im Vergleich zu den anderen Querstraßen starken Breite. Der Name wurde allerdings später immer mehr verfälscht; über Breite Zwerstraße (Mitte des 17. Jahrhunderts) wurde sie 1680 gar zur Breiten Zwergstraße. Ab 1755 hieß sie wieder Breite Querstraße.
- Jakob-Kaiser-Straße (Grünhufe / Grünthal-Viermorgen)

Benannt nach dem deutschen Politiker und Abgeordneten des Bundestages Jakob Kaiser. Ein direkter Bezug zu Stralsund besteht nicht.
- Jaromarstraße (Tribseer / Tribseer Siedlung)

Benannt nach den Fürsten von Rügen Jaromar I. († 1218) und Jaromar II. († 1260)
- Jodestraße

ehemaliger Straßenname, siehe Judenstraße
- Johann-Oker-Weg (Knieper / Knieper Nord)

Benannt nach Johann Oker, auch Johan Oker († 1732). Seine Grabstelle befindet sich in der Kirche St. Nikolai in Stralsund.
- Johannes-R.-Becher-Straße

ehemaliger Straßenname, siehe Rudolf-Virchow-Straße
- Johannischorstraße (Altstadt / Bastionengürtel)

- Josef-W.-Stalin-Straße

ehemaliger Straßenname, siehe Frankendamm
- Judenstraße (Altstadt / Altstadt)

Die Judenstraße wurde im frühen 15. Jahrhundert erstmals erwähnt. Hierbei handelte es sich um eine Straße, in der wahrscheinlich überwiegend Juden lebten; ganz in der Nähe befand sich bis zum Pogrom von 1938 die Synagoge. Die Juden wohnten in Stralsund verteilt über die Innenstadt; ein Ghetto gab es hier nie. Im Jahr 1934 wurde von den herrschenden Nationalsozialisten eine Stralsunder Familie namens Jode „erfunden“ und die Straße in Jodestraße umbenannt. Die „Pommersche Zeitung“ vom 22. Januar 1934 meldete die Umbenennung der Judenstraße in Jodestraße als berechtigt, da sie ihren Namen einer alten pommerschen Glockengießerfamilie namens Jode verdanke; schon 1302 sei ein Gherrrardus Jode nachgewiesen; die Straße wäre über die Bezeichnungen Yodestraße (1403), Jodenstraße (1406), Jödenstraße (1628) und Jüdenstraße (1753) zur Judenstraße geworden. Tatsächlich hieß die Person, auf die sich die Nationalsozialisten bezogen, Gherhardus Judeus; erst 1593 ist in Stralsund eine Familie Jode nachweisbar.
So hieß diese Straße auch noch bis zum Ende der Deutschen Demokratischen Republik (DDR). Am 8. Februar 1990 wurde die Jodestraße wieder in Judenstraße umbenannt.
- Julius-Fučik-Straße (Knieper / Knieper Nord)

Die Straße im Komponisten-Viertel wurde nach Julius Fučík benannt.
- Julius-Leber-Straße (Grünhufe / Grünthal-Viermorgen)

Benannt nach Julius Leber, einem deutschen Sozialdemokraten und Widerstandskämpfer gegen das nationalsozialistische Regime. Ein direkter Bezug zu Stralsund besteht nicht.

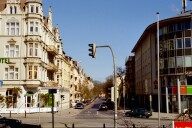
Jungfernstieg, vom Hauptbahnhof gesehen

- Jungfernstieg (Tribseer / Tribseer Vorstadt)

Zum Jungfernstieg, westlich des Knieperteiches gelegen, gibt es zwei Erklärungen. Nahe dem heutigen Jungfernstieg wurde 1421 das Brigittenkloster Mariakron (ein Doppelkloster mit Nonnen und Mönchen) gegründet. Da bereits relativ kurze Zeit später, nämlich 1427, der Name Jungfruvenstieg belegt ist liegt die Vermutung nahe, dass die Namensgebung der hohen Anzahl an Nonnen folgte. Im Zuge der Reformation wurde das Kloster geplündert, später zu Verteidigungszwecken abgetragen. Da nun seiner offensichtlichen Namensgeber beraubt entwickelte sich die Sage, dass im Knieperteich Wasserjungfrauen wohnen würden, die in warmen Sommernächten Tänze am Ufer aufführten… Eine Erklärung, die wohl eher in das Reich der Legenden gehört.